# 고료마에 정류장
고료마에 정류장(일본어: 御陵前停留場, ごりょうまえていりゅうじょう)은 일본 오사카부 사카이시 사카이구에 있는 한카이 전기 궤도의 정류장이다. 역 번호는 HN25이다.

## 역사
- 1912년 4월 1일: 한카이 전기 궤도의 개업으로 영업 개시.
- 1915년 6월 21일: 회사 합병으로 난카이 철도의 역이 됨.
- 1944년 6월 1일: 회사 합병으로 긴키 닛폰 철도의 역이 됨.
- 1947년 6월 1일: 노선 양도로 인하여 난카이 전기철도의 역이 됨.
- 1980년 12월 1일: 노선 양도로 인하여 한카이 전기 궤도의 정거장이 됨.

## 정류장 구조
오미치스지의 중앙에 위치하고 각 플랫폼은 마주보고 있다.
아야노초부터 이어진 오미치스지 상의 정류장은 본 정류장이 남단이다.

## 역 주변
환호에 둘러싸인 사카이 시가지 남단에, 정류장의 하마데라에키마에 방향도 우치 강을 건너 쇼린지바시에서 남쪽이 고료마에 사거리, 오미치스지의 남단이다.
역명의 유래인 닌토쿠 천황의 무덤에는 본 정류장에서 동쪽으로 도보 20분 정도 걸리지만 개통 당초에는 가장 가까운 역이었다. 또한, 역명판에는 "난슈지마에"도 병기되어 있다.
- 난슈지 절 - 남동쪽 200m
- 다이안지 - 남동쪽 500m
- 린에지 - 남동쪽 150m
- 후나마치 신사 - 남서쪽 150m
- 사카이 시립 료사이 중학교 - 남동쪽 750m

## 사진

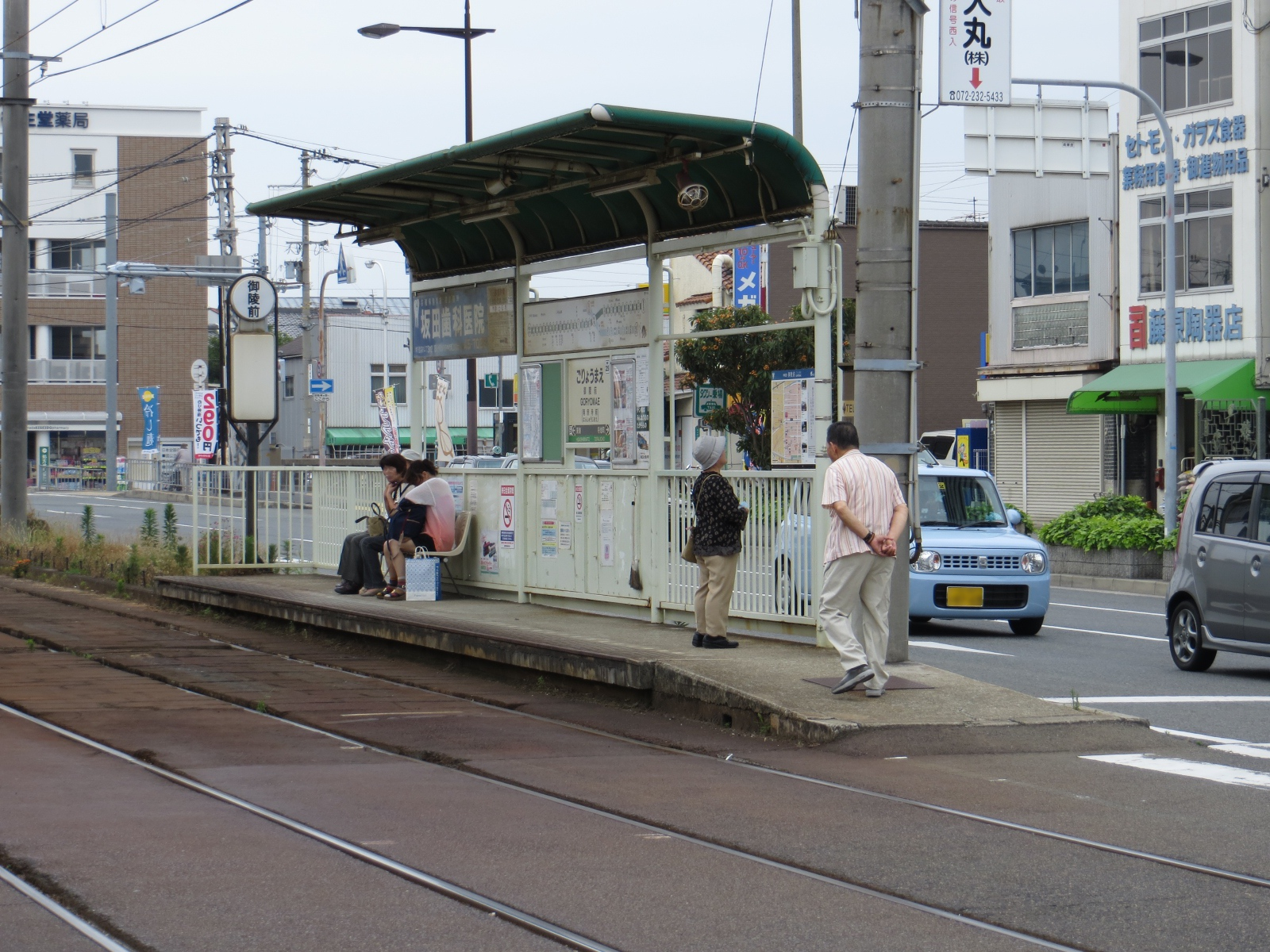
에비스초 방향 플랫폼
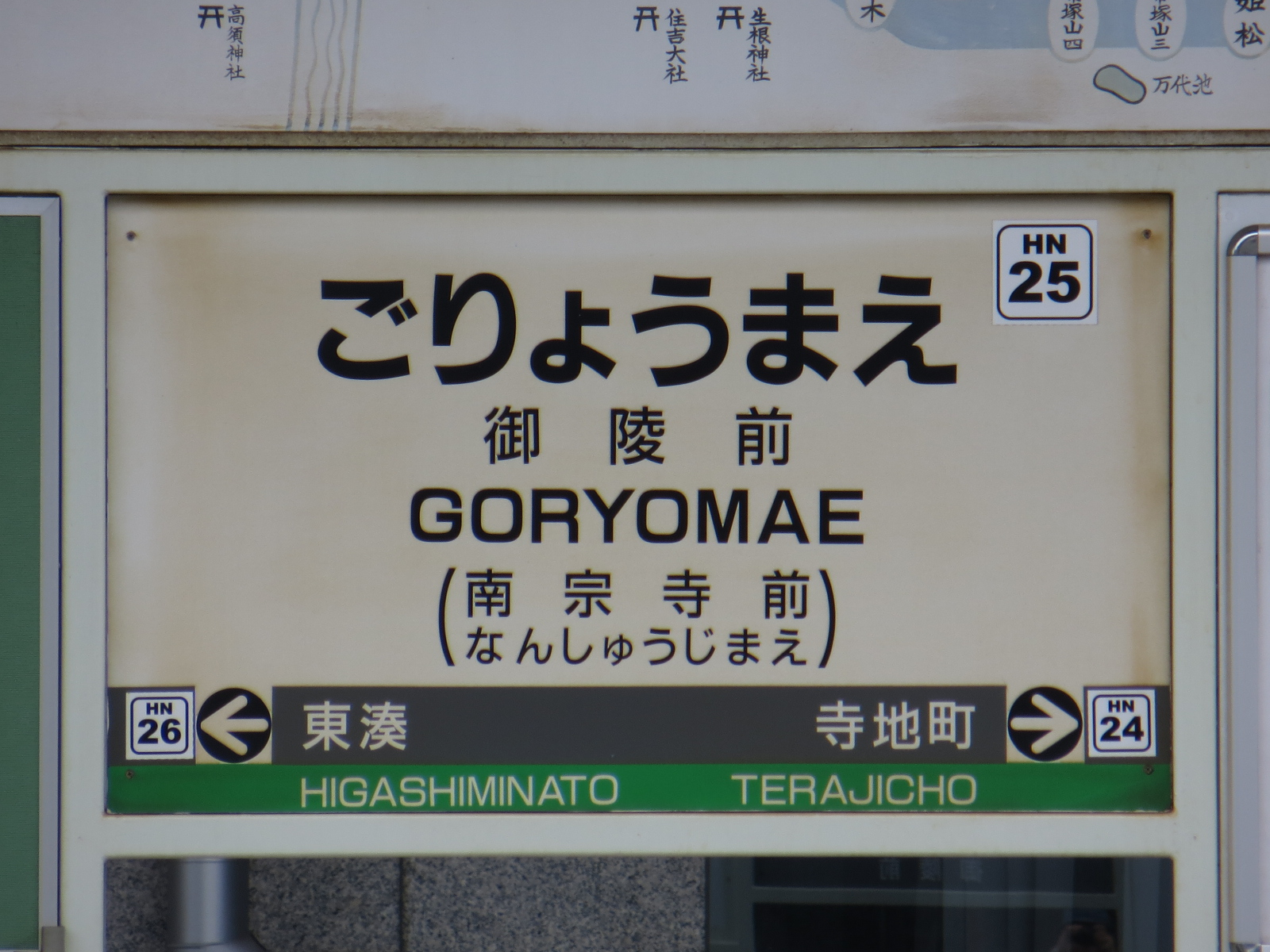
역명판

## 인접역
| 한카이 전기 궤도 ■ 한카이 선 | 한카이 전기 궤도 ■ 한카이 선 | 한카이 전기 궤도 ■ 한카이 선            |
| ---------------------------- | ---------------------------- | --------------------------------------- |
| HN24 데라지초 에비스초 방면  |                              | 히가시미나토 HN26 하마데라에키마에 방면 |